# Cámara de los Señores (Prusia)

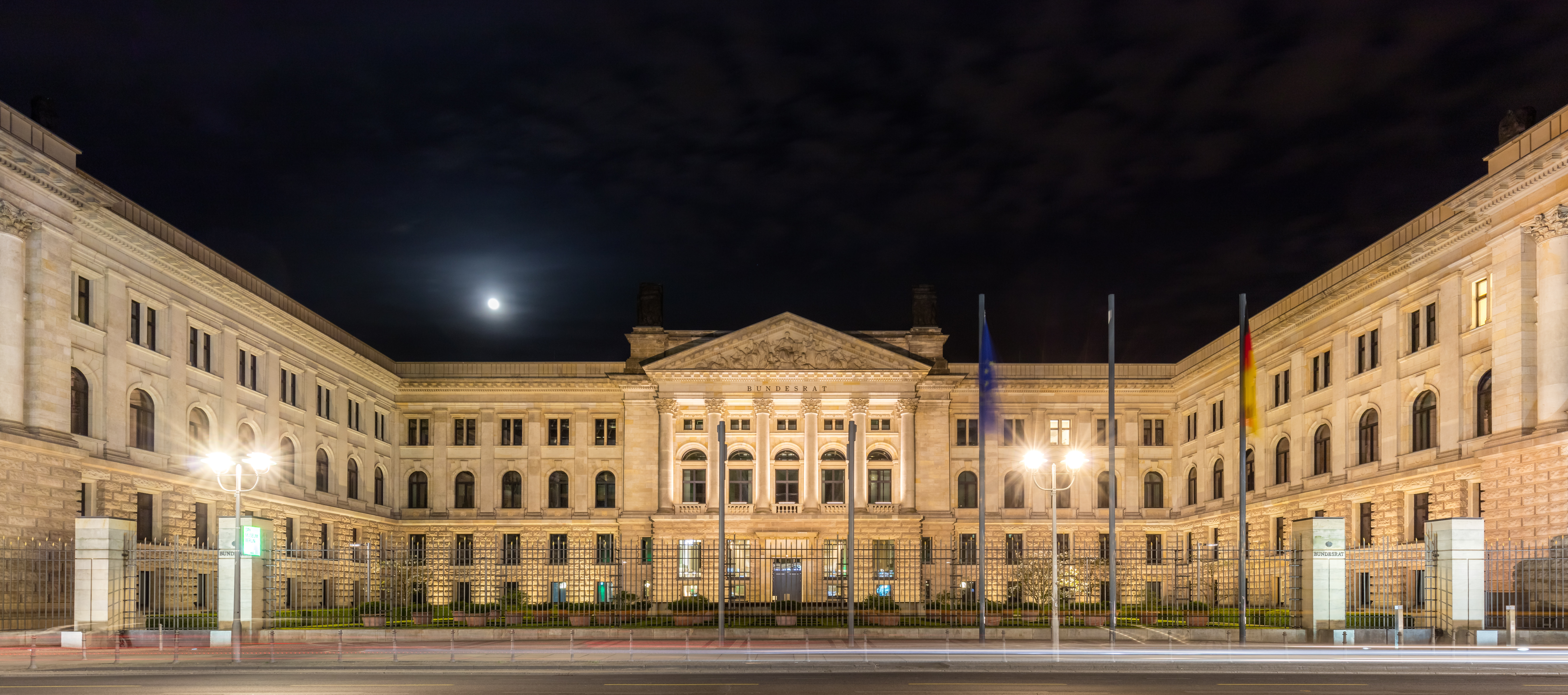
Vista nocturna.

La Cámara de Señores de Prusia (en alemán: Preußisches Herrenhaus), situada en Berlín, fue la cámara alta del parlamento de Prusia (Preußischer Landtag) desde 1850 hasta 1918. Junto con la cámara baja (la Cámara de Representantes o Abgeordnetenhaus), formaba el legislativo bicameral de Prusia.

## Reino de Prusia
Inspirada en la Cámara de los Lores del Reino Unido, la Herrenhaus se creó tras la revolución de 1848 con la adopción de la Constitución del Reino de Prusia impuesta por el Rey Federico Guillermo IV el 31 de enero de 1850.
A los miembros de la Cámara Alta se les denominaba "pares", u oficialmente "miembro de la Cámara Alta de Prusia" (Mitglieder des preußischen Herrenhauses, abreviado MdH). La Cámara se componía de pares hereditarios, pares vitalicios designados por el Rey de Prusia, pares en virtud de su posición, representantes de ciudades y universidades… La mayoría de los miembros eran nobles, aunque también había burgueses, especialmente entre los representantes de ciudades y universidades. La composición de la cámara era la siguiente:
- Príncipes de la Casa Real de Hohenzollern que habían alcanzado la mayoría de edad
- Miembros con derechos hereditarios:
  - El jefe de la Casa de Hohenzollern
  - Los jefes de los antiguos Estados alemanes del Sacro Imperio Romano Germánico en territorio prusiano. Estos eran principalmente casas reales mediatizadas como Arenberg, Bentheim-Steinfurt, Fürstenberg, Isenburg, Salm-Horstmar, Salm-Salm, Sayn-Wittgenstein-Berleburg, Sayn-Wittgenstein-Hohenstein, Solms-Hohensolms-Lich, Solms-Rödelheim-Assenheim, Stolberg-Wernigerode y Wied.
  - Otros miembros con derechos hereditarios. Eran principalmente príncipes y condes de territorios anexionados por Prusia, como el duque de Schleswig-Holstein, el conde de Westfalia y el landgrave de Hesse-Philippsthal.
- Miembros vitalicios:
  - Titulares de los cuatro grandes nombramientos de la corte (große Hofämter): administrador del Estado (Landhofmeister), canciller (Kanzler), mariscal (Obermarschall) y burgrave (Oberburggraf).
  - Miembros de confianza del Rey. Estos podían ser nobles o burgueses, e incluían generales, almirantes, altos funcionarios del Gobierno, líderes empresariales y filántropos.
  - Miembros llamados en representación. Eran principalmente dueños de propiedades nobiliarias, representantes de universidades y alcaldes de ciudades con el derecho de representación.

## Estado Libre de Prusia
Con la Revolución de Noviembre de 1918 y la caída de la monarquía Hohenzollern a causa de la Primera Guerra Mundial, la Cámara Alta de Prusia fue disuelta por el gobierno del Presidente Paul Hirsch. Según la constitución de 1920 del Estado Libre de Prusia, la sustituyó el Staatsrat (Consejo de Estado) de representantes delegados por los Landtag provinciales. El alcalde de Colonia Konrad Adenauer fue presidente del Consejo de Estado desde 1921 hasta la Machtergreifung nazi de 1933.

## Historia

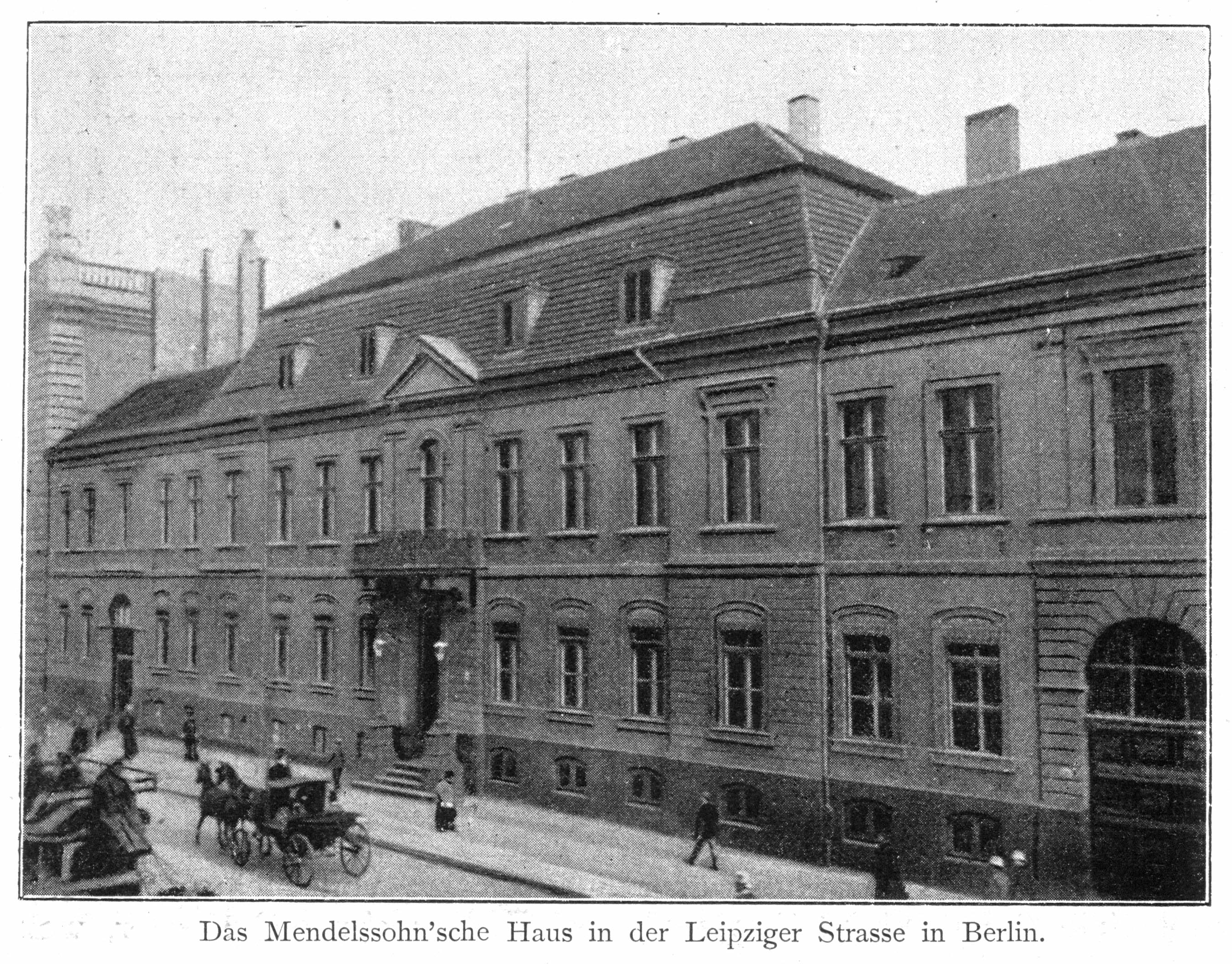
Antigua residencia de Mendelssohn, en el 3 de Leipziger Straße, antes de 1898.

Desde 1856 la Cámara Alta se reunía en un palacio barroco situado en el número 3 de la Leipziger Straße, cerca de la Leipziger Platz, antiguamente propiedad del comerciante Johann Ernst Gotzkowsky (1710-1775) y sede de la Real Fábrica de Porcelana desde 1763. En 1825 lo compró Abraham Mendelssohn Bartholdy (1776-1835), padre de Felix y Fanny Mendelssohn. En el verano de 1826, el joven Felix Mendelssohn escribió su obertura El sueño de una noche de verano, que estrenó en la casa de su padre.
Después de que el Estado prusiano adquiriera el edificio en 1856, se usó para las reuniones del Reichstag de la Confederación Alemana del Norte desde 1867 hasta 1870. Tras la unificación alemana de 1871, se reconstruyó el edificio vecino en el número 4 de la Leipziger Straße y se convirtió en la sede del Reichstag del Imperio alemán, antes de que se trasladara al nuevo Edificio del Reichstag en 1894. Los edificios de los números 3 y 4 de la Leipziger Straße fueron demolidos en 1898 para permitir la construcción de un nuevo edificio para la Cámara Alta.
En 1904 se completó el edificio Herrenhaus, de estilo neorrenacentista, diseñado por el arquitecto Friedrich Schulze. Schulze también había construido el adyacente Abgeordnetenhaus en la Prinz-Albrecht-Straße entre 1892 y 1898. Los dos edificios estaban conectados por un ala trasera, que permitía a los diputados moverse libremente entre ambas cámaras. Desde 1993, el Abgeordnetenhaus es la sede de la Cámara de Diputados de Berlín.
Sede del Consejo de Estado prusiano desde 1921 hasta 1933, el antiguo edificio de la Herrenhaus sirvió desde 1933 como sede de la fundación Preußenhaus de Hermann Göring. En 1934 se inauguró la Corte del Pueblo (Volksgerichtshof) y al año siguiente se construyó el vecino Ministerio de Aviación. Ese mismo año, fue reformado como el prestigioso Haus der Flieger de la sede de Göring.
Duramente dañado por los bombardeos aliados y la Batalla de Berlín, el edificio fue restaurado tras la guerra y a partir de 1946 fue sede de la Academia de Ciencias de Alemania Oriental. Desde 2000, aloja de nuevo las sesiones parlamentarias del Consejo Federal (Bundesrat) de Alemania.